# 나세르 알다우사리
나세르 이사 샤피 알샤르단 알다우사리(1998년 12월 19일 ~ )는 사우디아라비아의 축구 선수로 포지션은 미드필더이다.

## 수상 내역
알힐랄
- Saudi Professional League: 2017–18, 2019–20, 2020–21
- King Cup: 2019–20
- Saudi Super Cup: 2018
- AFC Champions League: 2019